# Oaspeți de iarnă
Oaspeți de iarnă este un film românesc din 1967 regizat de Ion Bostan.